# Cecilia Tait
Cecilia Roxana Tait Villacorta  (Lima, 5 de março de 1962) é ex-voleibolista peruana atuante na posição de atacante em clubes nacionais e internacionais e integrou a lendária geração da Seleção Peruana de Voleibol Feminino que por muitos anos estabeleceu a hegemonia no continente.

## Carreira
Conhecida como la zurda de oro ("a canhota de ouro"),  foi medalhista de prata nos  Jogos Olímpicos de Verão de 1988 de Seul, e entrou para o  Hall da Fama do Voleibol em  2005. Dona de uma bela história de vida  no voleibol peruano , desde sua infância com dificuldades vivendo em  condições humílimas, caracterizada pela  pobreza , morava na favela Pueblo Joven “Nueva Esperanza” de Villa María del Triunfo, onde não tinha energia,, água e  vivia com  sua mãe e irmã que acompanham sua ascensão além do  grande técnico coreano Man Bok Park, pois foi  através do esporte abriu-se a vereda para o caminho de sucesso,  da rede até  uma respeitável carreira política, chegando ao Congresso Nacional de seu país.
Sua mãe Camila Villacorta, uma mulher geniosa , que havia tido filhos fruto de dois relacionamentos e seu terceiro relacionamento foi com  Eric Tait, músico panamenho, alto, moreno e magro, que atuou nas orquestras de Lima, tocando sax e clarinete e também fez comerciais ao vivo na televisão peruana, com ele teve mais dois filhos, a primeira  chamada Violet, e em  2 de maio de 1962, nascia a Cecilia. Com fim do seu contrato Eric deixou país.
Com quatro filhos e grávida do quinto do seu novo relacionamento com  Jorge Mantila , vendia doces na escola para ajudar nas despesa da casa.Aos 12 anos Cecilia  avista em frente de sua casa meninas jogando uma partida de voleibol com alegria e sua mãe pede para cuidar de seu irmão do meio que tinha apenas 4 anos, ela não resistindo a tentação, pulou o muro  e caiu em um silo que apoiava e cedia com seu peso, seus vizinhos a salvaram e sua mãe deu um conselho valioso :  “En la vida, siempre te vas a tropezar con caca. Tienes que saber cómo evitarla”.
Fez o  ensino primário na Escola Nossa Senhora do Monte Carmelo e depois no Colégio das Mulheres 6011 de Nova Esperança. Seus dois primeiros anos do ensino secundário ocorreu na Escola Eloy G. Ureta e concluiu na Escola Divino Mestre.Contava com a proteção da família de Carlos Cáceres, que era o diretor do Bancoper,  teve fácil acesso ao clube de voleibol em 1976, com apenas 14 anos de idade.Cecilia já apresentava os traços finos de sua linhagem paterna, com porte alto, magro que a fizeram ser especial. A admiravam mas não pensava em outra coisa além de jogar e se aperfeiçoar.
Em 1977, foi lançada para seu estrelato no mundo, sob comando do técnico Man Bok Park, que participou do primeiro Campeonato Mundial da Juvenil no Brasil, ficando na décima colocação.No mesmo ano, estrelou nos Jogos Bolivarianos, na Bolívia, onde a Seleção Peruana de Voleibol Feminino conseguiu a medalha de ouro.
No ano de 1978, participa de três campeonatos, quando aprendeu com experiente Luisa Fuentes (mais conhecida como Lucha Fuentes) que estava prestes da aposentadoria. Foi em seu primeiro Campeonato Sul-Americano Infanto-Juvenil na Argentina, onde ganhou seu primeiro título. Na 8ª edição do Mundial ocorrido na URSS, deixando o Peru em décimo lugar,destacou-se com a Melhor Jogadora da equipe peruana.No Campeonato Sul-Americano Juvenil ficou com a medalha de prata perdendo para Seleção Brasileira. De  1979 – 1985 trabalhou no Banco Comercial do Peru e também no Banco Continental.
Em 1979 já no Campeonato Sul-Americano  na  Argentina  conquistou a medalha de ouro vencendo a Seleção Brasileira de Voleibol Feminino, neste foi a melhor jogadora. Nos Jogos Pan-Americanos de Porto Rico, ficou com a medalha de prata.O ano de 1981 ocorre que o Ministério de Educação do Peru a nomeia como Professora e  desta recebe ainda outras condecorações juntamente com as demais companheiras do vôlei.Ainda no mesmo ano conquistou a medalha de prata no Campeonato Mundial da Juvenil na Cidade do México, um marco no voleibol peruano pois além da consagração da Cecília surgiu novos talentos como Gina Torrealba, Denisse Fajardo, Rosa García, Cecilia del Risco, Raquel Chumpitaz, Natalia Málaga, Cenaida Uribe, Sonia Heredia.
Desde então esta formação conquistou sucessivos Campeonatos Sul-Americanos  frente ao Brasil que estava com dificuldade renovação e para seus clubes reforçavam suas equipes com jogadoras peruanas.Na temporada de 1982, conquistou a medalha de prata  perdendo a final para China no Campeonato Mundial em Lima e foi eleita a Melhor Jogadora desta edição.
Cecilia aparecia no topo de toda lista e recebeu título de Atleta do Ano. No Campeonato Mundial supracitado, Cecilia juntamente as demais jogadoras fizeram uma homenagem dedicando a medalha ao treinador japonês  Akira Kato, este falecido  em 21 de março de 1981, vítima de câncer no fígado, considerado o pai do voleibol peruano. No ano de 1983 conquistou o título  da  II Copa da Libertação na Checoslováquia e eleita a melhorr jogadora do torneio. No ano seguinte, na III Copa da Libertação, o repetiu o feito da edição anterior e  Cecilia é a atleta de maior destaque, retornando a Lima é declarada a Melhor Atleta do Ano.
Na temporada de 1985 atuou pelo clube italiano ISA INFISSIFANO disputando o Campeonato Italiano. Em 1986 atuou pelo Nelson de Reggio Emilia. Com a seleção peruana obteve alguns êxitos em excursões pela Europa e Ásia e fortalecendo o selecionado. Em 1987,  obteve a medalha de prata Jogos Pan-americanos, em Indianápolis-EUA. E no mesmo ano conquista mais uma vez o Campeonato Sul-Americano  realizado no Uruguai.
Em 1988  com uma campanha invicta, pois venceu todos os jogos do Grupo B, 3x0 do Brasil  e 3x2 tanto a  China quanto os EUA  e chega a semifinal vencendo  por 3x2 o Japão e então conduz  a seleção peruana a inédita final olímpica contra poderosa  equipe da URSS, que veio com derrota na primeira fase, seu sexteto vencia o jogo por 2x0, esteve a ponta de encerrar o jogo no 3º set a frente no placar  com 12-6, obrigando  Nikolay Karpol pedir tempo, deu bronca  e a bronca serviu e as soviéticas viraram 13-15 no 3 set. No 4º set as soviéticas voltaram com tudo o venceram, provocando o sete de desempate, e neste tie-break  as soviéticas as vencia por 6-0, o Peru reagiu, empatou 7-7 esteve, mais uma vez Nikolay Karpol para o jogo  e jogo chegou a ficar 14-14 e as peruanas conseguiram fazer 15-14 e  com  match point  na mão deixam escapar  e  a URSS consegue vencer por 17-15, vencendo o jogo por 3x2 e todos os peruanos que acompanhavam pela TV não acreditaram, frustrados pela chance que deixaram escapar, mas  reconheceram que elas foram briosas  com um voleibol bonito de ver e as soviéticas tiveram melhor sorte.Este acontecimento até hoje ficou marcado para essa geração, pois conseguiu unir um país pelo voleibol devido a guerra civil que Peru vivia, Cecilia se tornou uma heroína, já era sondada para política por Mário Vargas Llosa.Sua atuação  nos jogos olímpicos lhe rendeu contrato  no voleibol italiano  Reggio  Emilia, onde conquistou a Copa CEV  de Clubes,ocorrida na Turquia e no Campeonato Italiano foi eleita a melhor jogadora.
No período de 1990 a 1991 foi contratada para defender  as cores do time brasileiro  da Sadia de São Paulo, seu maior título de clubes foi a medalha de ouro  no Mundial de Clubes, onde foi a capitã da equipe  e jogava com a camisa número 7, quando recebeu o título de “La Zurda de Oro”, ou seja, a Canhota de Ouro.
Cecilia mudou-se em 1992 para Alemanha, devido um problema no joelho e jogou no Clube SV-Lohhof por uma temporada.Casou-se em 1993 com Bodo Wiss e  desse casamento nasceu sua  filha Brigite Laura em 26 de abril de 1995, radicando-se na  Alemanha,  sempre retornando ao Peru para visitar seus familiares, tempos depois se separa do seu marido.
De volta ao Peru em 1998 comprou  uma casa em La Molina e mandou construir outra para sua mãe ao lado da sua. E no mesmo se candidatou a conselheira de Villa Maria del Triunfo, sendo eleito (1999-2000), com objetivo de trabalhar as necessidades da juventude e, especialmente na modalidade que doou sua vida.
Em 1999  criou a “ONG Cecilia Tait“  em busca de novos talentos e esmerando-se em revelar novos atletas.No princípio concentrou seus esforços em Nueva Esperanza no distrito de Villa María del Triunfo, trabalhando com meninas de 11-15 anos a ideia era buscar novos talentos, para lapidar com técnica e educação  suficiente visando formar grandes profissionais e pessoas de bem.Com seu prestígio conseguiu uma parceria com a Universidade  “Gracilazo de la Vega”  para os treinos sejam realizado eu sua quadra poliesportiva.
Em 2000 foi convidada pela Chapa Peru Posible para participar da eleições presidenciais e congressistas. Lançou candidatura, elegeu-se  com total de votos  78.829 eleitores,e  reuniu-se com seus eleitores, grande êxito graças a seu trabalho na Comissão da Juventude  e Desporto  que deu surgimento para elaboração da Lei de Promoção e Desenvolvimento Desportivo Nº 28036, promulgada em  24 de julho de 2000.
Em 2001 disputou o Campeonato Quadrangular Master Peru, em prol das crianças  deficientes da Clínica San Juan de Dios.Em 27 de outubro  de 2005  ingressou no Hall da Fama do Voleibol com sede em Holyoke, Massachusetts Estados Unidos, sendo a primeira sul-americana a receber tamanho reconhecimento.Foi Congressista  nos mandatos 2000-2001 e 2001-2006.Além de voleibolista, política  foi  gerente em uma Clínica Ortopédica de Reabilitação além de ser a proprietária, no Congresso estava na Comissão de Minas e Energia e na de Saúde e População.
Em 14 de setembro de 2008 se casa após oito anos de relacionamento com Tyler Bridges, corresponsável pelo diário The Miami Herald,com o qual tem sua segunda filha Luciana , esta no momento do matrimônio estava com seis anos de idade.

Nos Jogos Pan-Americanos de 2019, que ocorreu em Lima, capital do seu país natal, Cecilia foi a responsável por acender a pira pan-americana na cerimônia de abertura da competição.  

## Clubes
| Clube                     | País     | De   | Até  |
| Clube Desportivo BANCOPER | Peru     | 1976 | 1982 |
| Ito Yokado                | Japão    | 1983 | 1983 |
| Clube Desportivo BANCOPER | Peru     | 1983 | 1984 |
| ISA INFISSIFANO           | Itália   | 1985 | 1986 |
| Nelson de Reggio Emilia   | Itália   | 1986 | 1988 |
| Braglia de Reggio Emilia  | Itália   | 1988 | 1989 |
| Sadia                     | Brasil   | 1989 | 1992 |
| Club Sportverein Lohhof   | Alemanha | 1992 | 1993 |

## Títulos e Resultados
Clubes
- 1979-Campeã do Campeonato Peruano Juvenil[2]
- 1980-Vice-campeã do Campeonato Sul-Americano de Clubes (Buenos Aires,  Argentina)[2]
- 1982-Vice-campeã do Campeonato Peruano Divisão Especial[2]
- 1983-Vice-campeã do Campeonato Peruano Divisão Especial[2]
- 1983-3º Lugar da Liga a Japonesa[2]
- 1984-3º Lugar do Campeonato Sul-Americano de Clubes (Lima,  Peru)[2]
- 1988-Campeã da Copa Confederal[8]
- 1989-Campeã da Copa das Confederações Europeias[11]
- 1989-Campeã da Copa da Itália[8]
- 1989-90-Campeã da Liga Nacional de Voleibol Feminino[2]
- 1990-91-Campeã da Liga Nacional de Voleibol Feminino[10]
- 1992-93-Vice-campeã do Liga A Alemã[12]

Seleção Peruana de Voleibol Feminino
- 1977-10º Lugar do Campeonato Mundial Juvenil (Milão,  Brasil)[2]
- 1978-10º Lugar do Campeonato Mundial de Voleibol Feminino (Moscou,  União Soviética)[2]
- 1982-4º Lugar Copa Saravia ( Hungria)[8]
- 1980-6º Lugar dos Jogos Olímpicos de Verão (Moscou,  União Soviética)[2]
- 1982-Campeã da I Copa da Libertação ( Tchecoslováquia)[2]
- 1983-5º Lugar (Espartaquiadas,  União Soviética)[2]
- 1983-Campeã da II Copa da Libertação ( Tchecoslováquia)[2]
- 1984-Campeã da III Copa da Libertação ( Tchecoslováquia)[2]
- 1984-4º Lugar dos Jogos Olímpicos de Verão (Los Angeles,  Estados Unidos)[2]
- 1985-5º Lugar da Copa do Mundo de Voleibol Feminino ( Japão)[2]
- 1986-Copa Challenger ( Estados Unidos)[2]
- 1990-4º Lugar dos Goodwill Games (Seattle,  Estados Unidos)[13]

## Premiações Individuais
- 1979-Integrou o sexteto “ideal” da América[13]
- 1979-Melhor Jogadora do Campeonato Sul-Americano  na Argentina[13]
- 1980-Melhor Jogadora da Copa Sul-Americana de Clubes atuando pelo BANCOPER[13]
- 1980-Melhor Jogadora do V Campeonato Sul-Americano Juvenil no Chile[13]
- 1981-Melhor Jogadora do II Campeonato Mundial Juvenil na Cidade do México[13]
- 1982-Melhor Atacante da Copa Saravia na Hungria[13]
- 1982-Melhor Jogadora do Peru na I Copa Libertação na Checoslovaquia[13]
- 1982-Relacionada entre as melhores atletas do IX Campeonato Mundial do Peru[13]
- 1982-Melhor Atleta do Ano no Peru[13]
- 1983-Melhor Jogada da II Copa Libertação na Checoslovaquia[13]
- 1983-Melhor Jogadora da V.League (Japão)[13]
- 1983-Melhor Atacante de sua equipe na V.League (Japão)[13]
- 1984-Melhor Atleta da III Copa Libertação na Checoslovaquia[13]
- 1984-Melhor Atleta do Ano no Peru[13]
- 1986-Selecionada para  GALA MATCH no  ALL STAR vs CHINA, compondo o sexto mundial[13]
- 1987-Melhor Jogadora do Campeonato Sul-Americano do Uruguai[13]
- 1988-Convocada para o  TOP FOUR em Hong Kong entre o ALL STAR vs URSS[13]
- MVP dos Jogos Olímpicos de Verão de 1988[13]
- 1989-Melhor Jogadora da Copa de CEV de Clubes na Turquía atuando pelo Braglia de Reggio Emilia[13]
- 1989-Melhor Jogadora da Copa da Itália[13]
- 1989-Melhor Jogadora do Campeonato Brasileiro atuando pelo  Sadia Esporte Clube[13]
- 2000-Indicada ao Prêmio de Melhor Jogadora do Século XX[14]
- 2003-Troféu Mulher e Esporte conferido pelo COI[13]
- 2003-Medalha Pierre de Coubertin[13]
- 2003-Homenagem do Comitê Olímpico Peruano(COP) e Autoridades do Peru[13]
- 2005-Ingressou no Hall da Fama do Esporte[13]